# Joyce Cary
Arthur Joyce Lunel Cary född 7 december 1888 i Londonderry i Nordirland, död 29 mars 1957 i Oxford, var en brittisk författare.

## Biografi
Efter avslutad utbildning i Oxford och Paris arbetade Cary för Röda Korset under Balkankriget, senare i kolonialtjänst i Nigeria. Han sårades i Kamerun under första världskriget och fick lämna Afrika.
Redan under denna tid började han skriva, men uppmärksammades inte av den större publiken förrän i början av 1940-talet. Cary var en god psykolog och skicklig berättare, och till hans bästa böcker hör romanerna om konstnären Gulley Jimson.